# Agrilus junceus
Agrilus junceus es una especie de insecto del género Agrilus, familia Buprestidae, orden Coleoptera.
Fue descrita científicamente por Pallas, 1781.